# Klaus J. Groth
Klaus J. Groth (* 8. November 1941) ist ein deutscher Journalist und Autor von Sachbüchern.

## Leben
Groth war Redakteur sowie Ressortleiter der Tageszeitung Lübecker Nachrichten und ab 1985 als Nachfolger von Martin Wein deren Chefredakteur. 1993 schied er aus dem Zeitungsverlag aus. Seither veröffentlicht er Sachbücher. Er gehörte zu den Gründungsmitgliedern der 1996 ins Leben gerufenen Vereinigung „Stimme der Mehrheit“ aus Schriftstellern, Journalisten, Verlegern und Wissenschaftlern, die dem Linkskartell innerhalb großen Teilen der „schreibenden Zunft“ eine schlagkräftige Alternative entgegensetzen will.
In die Kritik geriet Groth mit Veröffentlichungen wie Die Diktatur der Guten – political correctness, worin er 1996 forderte, „die Dinge wieder beim Namen nennen“ zu können. Der Politikwissenschaftler Hans-Helmuth Knütter, der als Vordenker der Neuen Rechten gilt, bezieht sich auf seiner Webseite „Links enttarnt“ auf Groths und Joachim Schäfers Stigmatisiert – der Terror der Gutmenschen (2003), das er ausdrücklich als empfehlenswert bezeichnet. Mit Zustimmung der Autoren veröffentlichte er Auszüge aus dem Buch.
Groth trat unter der Nennung Chefredakteur a. D. als Referent der Staats- und Wirtschaftspolitischen Gesellschaft auf.
In Deutschlands ältestem Verlags- und Druckhaus Schmidt-Römhild veröffentlichte Groth Werke über den Denkmalschutz in Lübeck sowie über Hannover. Der Band Weltkulturerbe Lübeck mit der Beschreibung von mehr als tausend unter Denkmalschutz stehenden Gebäuden in der Altstadt Lübecks gilt als Standardwerk. Daneben verfasste er Gesundheitsratgeber. Von seinem Ratgeber Glück ist machbar – die Praxis des positiven Denkens von 2000 erschien 2001 eine polnische Ausgabe in der Übersetzung von Robak Grzegorz.
Groth ist verheiratet und lebt in Lübeck.

## Werke (Auswahl)
- Outplacement Gefahren und Folgen des Lean-Management. Langen Müller, München 1995, ISBN 3-7844-7337-7.
- Die Diktatur der Guten. Political correctness. Herbig, München 1996, ISBN 3-7766-1943-0.
- Spitzenversager. Wie ein Wirtschaftswunder abgewirtschaftet wird. Verlag Langen Müller Herbig, München 1997, ISBN 3-7844-7352-0.
- Weltkulturerbe Lübeck. Denkmalgeschützte Häuser. Verlag Schmidt-Römhild, Lübeck 1999, ISBN 3-7950-1231-7.
- Eingetrichtert. Die tägliche Manipulation unserer Kinder im Klassenzimmer. Universitas Verlag, München 1999, ISBN 3-8004-1381-7 (zusammen mit Joachim Schäfer).
- Hannover 2000. Im Visier der Welt. Verlag Schmidt-Römhild, Lübeck 1999, ISBN 3-7950-0747-X.
- Stigmatisiert. Der Terror der Gutmenschen. Edition Aton, Unna 2003, ISBN 3-9807644-5-1 (zusammen mit Joachim Schäfer).
- Kleb den Schmerz einfach weg. Die innovative Therapie mit den kinetischen Tapes. 3. Aufl. Herbig Verlag, München 2008, ISBN 978-3-7766-2437-3 (zusammen mit Ralph-E. Gericke).
- Lübeck. Kulturerbe der Welt, world's cultural heritage. Verlag Schmidt-Römhild, Lübeck 2007, ISBN 978-3-7950-1278-6.